# Manifeste de Ventotene

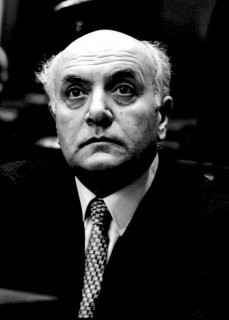
Altiero Spinelli

Le Manifeste de Ventotene, écrit en juin 1941 et ayant pour titre complet « Pour une Europe libre et unie. Projet de manifeste », est un texte précurseur de l'idée de fédéralisme européen. Ses rédacteurs sont en ordre d’importance Altiero Spinelli, Ernesto Rossi (à qui l’on doit la première partie du troisième chapitre) et Eugenio Colorni (qui rédigea la préface et édita le manifeste de façon anonyme).

## Rédacteurs et rédaction
Journaliste, militant communiste et anti-fasciste avant de devenir homme politique, Altiero Spinelli fut condamné en 1927 à 16 ans de prison pour ses écrits contestant l’arrivée au pouvoir de Benito Mussolini. L’intérêt de son caractère dans la rédaction de ce manifeste se comprend à travers cette citation de Mario Albertini : « Spinelli, pratiquement seul, indiqua la voie européenne et choisit comme objectif prioritaire la construction de l’Europe, à poursuivre non pas à travers les procédés de la politique étrangère mais à travers une lutte démocratique de caractère supranational et constitutionnel ».
D’Ernesto Rossi, il faut retenir le considérable travail de propagande anti-fasciste, fondant des groupes d’opposition (Le « Cercle de Culture », « Giustizia e Libertà » : mouvement républicain anti-fasciste), publiant des journaux clandestins (« Non Mollare » (Ne pas céder) : premier journal d’opposition clandestin anti-fasciste), et participant à des organisations secrètes (« Italia Libera »).
C’est en résidence surveillée, alors que ces trois militants italiens sont déportés sur l’île de Ventotene, que fut rédigé ce manifeste. Il s’agit donc d’un contexte d’enfermement : écrit sur du papier à cigarettes, caché dans une boîte en fer derrière un faux fond, et surtout coupé du monde. « L’éloignement de la vie politique concrète permettait de la regarder avec plus de détachement et conseillait de revoir les positions traditionnelles » écrit Eugenio Colorni dans la préface du manifeste. Une fois achevé, ce texte, diffusé sur le continent par Ursula Hirschmann, circula longtemps secrètement au sein de la Résistance italienne avant de devenir une référence.

## Un manifeste à visée fédératrice
Le Manifeste se compose de trois chapitres.
Dans « La crise de la civilisation moderne », partant du constat que la  civilisation moderne se caractérise par l’affirmation du « droit égal de toutes les nations à se constituer en États indépendants », les auteurs imputent à cette idéologie de l’indépendance nationale la naissance de l’impérialisme capitaliste et par conséquent, tant les États totalitaires que les guerres mondiales.
Les rédacteurs se sont ensuite focalisés sur le projet d’union européenne en tant que tel. Malgré la fin des États totalitaires, l’absence de consensus populaire empêche les démocrates de consolider le régime. Le manifeste préconise alors plus d’audace ; la population immature et grisée par sa liberté nouvelle ne peut être dirigée que par des « chefs qui guident et savent où ils vont » à travers une « véritable révolution politique et sociale ». Cette révolution passe d’abord par une restauration de l’État national, mais surtout par une « abolition définitive de la division de l’Europe en États nationaux souverains ». Il est clairement expliqué qu’à la garantie du droit international doit s’ajouter une force internationale. Le manifeste est ici novateur puisque cette force n’a jamais été considérée comme nécessaire auparavant, au contraire le principe de la non-intervention était commun à tous les États, principe rejeté dans le manifeste.
Enfin est mis en évidence le fait que la révolution européenne doit être socialiste, permettant l’émancipation de la classe ouvrière et l’accès à de meilleures conditions de vie. La notion de révolution socialiste se définit pour les auteurs par le principe fondamental du socialisme, à savoir une domination qui ne doit pas s’exercer des forces économiques vers les hommes mais au contraire des hommes vers les forces économiques. Les moyens pour renverser ce rapport des forces sont la nationalisation des entreprises, la redistribution des richesses injustement accumulées par les anciens privilèges et les droits de succession. Le principe d’égalité des chances apparaît aussi bien que non cité en tant que tel, ainsi que l’assurance d’un niveau de vie minimum assuré non par la charité mais par le « potentiel de production de masse des produits de première nécessité ». Doivent être assurés le libre choix des mandataires des syndicats ainsi que la garantie étatique du respect des contrats. Enfin le manifeste requiert l’abolition de toute forme de Concordat dans un but de laïcisation de l’État et l’abandon des chambres corporatistes comme représentation politique.

## Pérennité des idées du Manifeste
Ce texte est plus tard adopté comme programme au sein du Mouvement Fédéraliste Européen (MFE), mouvement fondé à Milan par Spinelli les 27 et 28 août 1943, devenant ainsi un texte fédérateur à deux échelles : fédérant politiquement ses partisans autour d’un projet fédérateur à l’échelle européenne. Le Mouvement Fédéraliste Européen, simple association à sa création, désigne actuellement la section italienne de l’Union des fédéralistes européens (UFE), organisation supranationale unissant les groupes fédéralistes des différents pays européens. Le MFE ne se revendique d’aucun parti politique et a pour objectif la promotion du fédéralisme, en particulier la fédération européenne, première étape avant un processus de fédéralisation mondiale. Spinelli est souvent considéré comme l’un des Pères fondateurs de l’Union européenne, ce qui témoigne de l’importance de ce mouvement et de son manifeste dans la construction européenne. L’impact des idées contenues dans ce texte se mesure dans les fonctions futures de Spinelli : membre de la Commission européenne en 1970 et chargé de la politique industrielle et de la recherche, puis membre du premier Parlement européen de 1979 élu au suffrage universel direct. En 1984 le projet de traité sur l’Union européenne dont il est en partie à l’origine est adopté par le Parlement européen. Il joua donc un rôle prépondérant sur le chantier européen, permettant à ses idées et donc à son manifeste une véritable postérité.
Le Manifeste de Ventotene reste un enjeu profondément actuel. Les États-nations se cramponnent encore jalousement à leurs prérogatives souveraines, l’avancée de l’Union européenne est certaine mais lente. Il a fallu attendre de violentes secousses telles que la crise financière mondiale débutant en 2007, puis la question de la viabilité de la dette souveraine en zone euro afin de réfléchir à un nouveau niveau de fédéralisme dans la régulation économique européenne. Si le Manifeste a servi de fondement à l’origine du projet fédérateur, son intérêt est double puisque aujourd’hui encore, il apparaît comme non obsolète mais au contraire toujours ancré dans les enjeux actuels.
Le 21 mai 2006 eut lieu la célébration de l’anniversaire du décès de Spinelli, au cours de laquelle Giorgio Napolitano alors président de la République italienne déclara : « Il n’y a pas d’avenir […] sinon dans le refus de toute pénible tentation de repli sur des revendications mesquines et illusoires de l’intérêt national et sur des abandons stériles au scepticisme envers le projet européen ». Ces paroles, comme le fait que cette commémoration eut lieu sur l’île de Ventotene, témoignent de l’écho présent de ce Manifeste.
« L’esprit du « Manifeste de Ventotene » a fait son chemin. Il a imprégné la rencontre à Genève au printemps 1944 […]. Il a inspiré en juin de cette année-là la création du Comité français pour la coopération européenne. Après la guerre, il a trouvé son prolongement dans le Congrès de La Haye qui s’est tenu du 7 au 11 mai 1948, à l’initiative du comité international de coordination des mouvements pour l’Europe unie. Il a débouché sur la création du Conseil de l’Europe le 5 mai 1949 en attendant le premier traité pour la mise en commun du charbon et de l’acier en 1951 ».

## Editions
- Il Manifesto di Ventotene / Le Manifeste de Ventotene, Altiero Spinelli et Ernesto Rossi, préface d'Eugenio Colorni. Présentation d'Enrico Letta et introductions de Lucio Levi et Pier Virgilio Dastoli. Ultima spiaggia, Genoa-Ventotene, Iére édition juillet 2021, collection "Grains de sable" directeur Nicola Vallinoto. En italien et en français.  (ISBN 9788898607358)